# Benzoato de bencilo
El benzoato de bencilo es el éster bencílico del ácido benzoico. Es un compuesto orgánico de fórmula C6H5CH2O2CC6H5.

## Usos médicos
Se utiliza como medicamento que se emplea como tratamiento contra la sarna.
Forma parte de la lista de medicamentos esenciales de la Organización Mundial de la Salud en el apartado "Escabicidas y pediculicidas", en loción al 25%.

## Usos industriales
Se utiliza como agente de carga de tintes, como solvente y en perfumería. También se utiliza como aroma en alimentación.